# Замок Онанейр

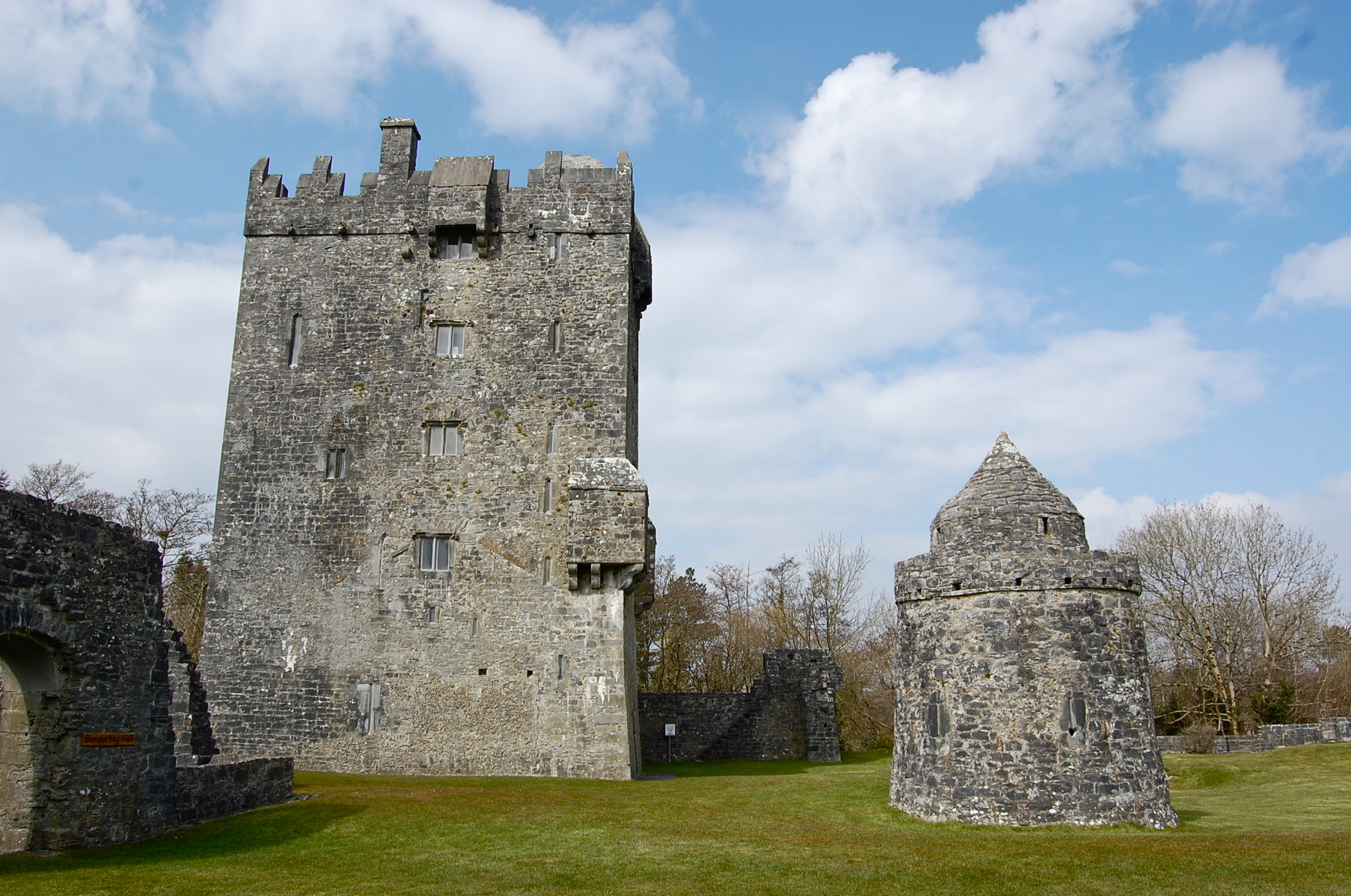
Замок Онанейр.

Замок Онанейр (англ. Aughnanure Castle, ірл. Caisleán Achadh na nIúr або Caisleán Achadh na nIubhar) — замок Кашлен Ахад на нІвар — замок Тисового Поля — один із замків Ірландії, розташований в графстві Ґолвей біля селища Утерард.

## Історія замку Онанейр
Замок Онанейр був збудований кланом О'Флаерті — одним з найпотужніших кланів Коннахту в XVI столітті. Це один із більш ніж 200 замків, що були збудовані в той час в Графстві Ґолвей ірландськими кланами та їх вождями і англійськими аристократами, що захоплювали землі ірландських кланів і постійно з ними воювали. Замок розташований біля берегів озера Лох-Корріб. Замок Онанейр належав клану О'Флаерті до 1572 року, після чого замок був захоплений сером Едвардом Фіттоном Старшим і подарований одному з молодших родичів вождя клану О'Флаерті, що був на стороні англійського короля, на відміну від всіх інших людей свого клану. У XVII столітті під час громадянської війни на Британських островах замок використав Кромвель під час свого походу в Ірландію. Замок був конфіскований у власників і подарований графу Кланрікарду. Але потім замок був повернений клану О'Флаерті. Потім замок був придбаний лордом Сент-Джорджем. На сьогодні замок управляється товариством Духас (ірл. — Dúchas), що опікується пам'ятками історії і культури, належить до історичної спадщини Ірландії і охороняється державою.